# Выборы губернатора Смоленской области (2020)
Выборы губернатора Смоленской области состоялись в Смоленской области 13 сентября 2020 года в единый день голосования. Губернатор избирался сроком на 5 лет.
На 1 июля 2019 года в области было зарегистрировано 763 644 избирателей, из которых 34% (259 906 избирателей) в Смоленске.
Избирательная комиссия Смоленской области состоит из 12 членов, была сформирована в декабре 2016 года на 5 лет. Председатель избирательной комиссии — Олеся Жукова (с 8 декабря 2016 года).

## Предшествующие события
20 апреля 2012 года в отставку с должности губернатора ушёл Сергей Антуфьев, а временно исполняющим обязанности губернатора президент России Дмитрий Медведев назначил депутата Госдумы от партии ЛДПР Алексея Островского, что явилось для Смоленской области полной неожиданностью. Затем руководство местной «Единой России» предложило президенту список из трёх кандидатов на пост губернатора Смоленской области, одним из которых был Островский.. 26 апреля 2012 года Островский стал губернатором Смоленской области через процедуру утверждения депутатами Смоленской областной думы. К маю 2012 года Островский сформировал коалиционную администрацию, в которой места заняли представители ЛДПР, КПРФ и «Единой России».
В мае 2012 года по инициативе президента Дмитрия Медведева был принят федеральный закон, предусматривающий возвращение прямых выборов глав регионов. Закон вступил в силу 1 июня 2012 года.
Полномочия Островского действовали до апреля 2017 года, однако весной 2015 года он, как и несколько других глав регионов, обратился к президенту России Владимиру Путину с просьбой об отставке и за разрешением участвовать в досрочных выборах. 18 мая 2015 года Владимир Путин назначил Островского временно исполняющим обязанности губернатора до выборов в сентябре 2015 года и разрешил участвовать в выборах. На выборах Островский набрал более 65 % голосов и 28 сентября 2015 года вновь вступил в должность губернатора Смоленской области на 5 лет. Срок полномочий Алексея Островского истекает в сентябре 2020 года.
К лету 2018 года в различных рейтингах политической устойчивости губернаторов Островский находился в центральной части списка. Политологами отмечалось, что в 2020 году впервые на повторные выборы могут выйти два губернатора не от Единой России — Сергей Левченко от КПРФ и Алексей Островский от ЛДПР. При этом их досрочная отставка и назначение президентом нового врио некоторых политологам казалась слишком скандальной. Однако 12 декабря 2019 года досрочная отставка Левченко состоялась. В то же время Островский заявил, что примет участие в выборах 2020 года, если его поддержит президент Владимир Путин.

## Ключевые даты
- 11 июня 2020 года Смоленская областная дума назначила выборы на 13 сентября 2020 года — единый день голосования (за 100—90 дней до дня голосования); 15 июня 2020 года решение официально опубликовано
  - в тот же день областной избирком утвердил календарный план мероприятий по подготовке и проведению выборов губернатора.
  - в следующие 3 дня избирательной комиссией опубликован расчёт числа подписей, необходимых для регистрации кандидата
- с 16 июня по 5 июля — период выдвижения кандидатов (20 дней, начинается со следующего дня после публикации решения о назначении выборов)
  - агитационный период начинается со дня выдвижения кандидата и прекращается за одни сутки до дня голосования
- сбор подписей депутатов и глав муниципалитетов начинается после официального выдвижения — представления в избирательную комиссию заявления кандидата о согласии баллотироваться
- с 19 июля по 29 июля (за 55—45 дней до дня голосования) — представление документов для регистрации кандидатов; к заявлениям должны прилагаться листы с подписями и список трёх кандидатов на должность члена Совета Федерации
  - решение избирательной комиссии о регистрации кандидата — в течение 10 дней со дня подачи документов в избирком
- с середины августа по 11 сентября — период агитации в СМИ (начинается за 28 дней до дня голосования)
- 12 сентября — «день тишины»
- 13 сентября — день голосования

## Выдвижение и регистрация кандидатов
В Смоленской области кандидаты выдвигаются только политическими партиями, имеющими право участвовать в выборах. Самовыдвижение не допускается. В июне 2020 года право выдвинуть кандидата имели 73 партии.
Губернатором может быть избран гражданин Российской Федерации, достигший возраста 30 лет. 
Каждый кандидат при регистрации должен представить список из трёх человек, один из которых, в случае избрания кандидата, станет представителем правительства региона в Совете Федерации.

### Муниципальный фильтр
С июня 2012 года для регистрации кандидату требуется поддержка муниципальных и районных депутатов и глав муниципалитетов и районов в виде подписей, поддержка избирателей не требуется.
В Смоленской области кандидаты должны собрать подписи 7% муниципальных депутатов и глав муниципальных образований. Среди них должны быть подписи депутатов районных и городских советов и (или) глав районов и городских округов в количестве 7 % от их общего числа. При этом подписи нужно получить не менее чем в трёх четвертях районов и городских округов, то есть в 21 из 27.
Так на выборах 2015 года каждый кандидат должен был собрать подписи от 221 до 232 депутатов всех уровней и глав муниципальных образований, из которых от 31 до 33 — депутатов райсоветов и советов городских округов и глав районов и городских округов.
11 июля 2020 года избирательная комиссия опубликовала расчёт числа подписей. Каждый кандидат должен был собрать подписи от 140-147 депутатов всех уровней и избранных глав муниципальных образований, из которых от 31 до 33 — депутатов райсоветов и советов городских округов и избранных глав районов и городских округов. Сбор подписей возможен со дня выдвижения кандидата (не ранее 12 июня) по 29 июля 2020 года.
|                                                              | Количество | Доля | Муниципальные образования                                                                    | Территориальные требования       |
| ------------------------------------------------------------ | ---------- | ---- | -------------------------------------------------------------------------------------------- | -------------------------------- |
| Депутаты и (или) избранные главы муниципальных образований   | 140-147    | 7 %  | 2 городских округа, 25 муниципальных районов, 23 городских поселения, 133 сельских поселений | —                                |
| Депутаты и (или) избранные главы районов и городских округов | 31-33      | 7 %  | 2 городских округа, 25 муниципальных районов                                                 | из 21 городского округа / района |

## Кандидаты
20 июня на конференции КПРФ по выдвижению кандидата на должность губернатора прошло голосование по трём кандидатам: Олег Копыл, Андрей Митрофаненков и Андрей Шапошников. Все трое — действующие депутаты Смоленской областной думы. Наибольшее число голосов делегатов конференции (42 из 75) получил Андрей Митрофаненков.
| Кандидат             | Возраст              | Должность (на момент выдвижения)                          | Субъект выдвижения                  | Статус                | Кандидаты в Совет Федерации |
| -------------------- | -------------------- | --------------------------------------------------------- | ----------------------------------- | --------------------- | --- |
| Александр Бичаев     | 64 года (22.02.1961) | первый заместитель директора "Пожарно-спасательный центр" | Коммунисты России                   | зарегистрирован       | Сергей Осипов, председатель совета Смоленского отделения ВДПО Александр Лабутин пенсионер Михаил Кулаженков, начальник Управления по делам ГО и ЧС Рославльского района |
| Ольга Калистратова   | 48 лет (21.12.1976)  | депутат Смоленской областной Думы                         | Справедливая Россия                 | зарегистрирована      | Юрий Галаев, пенсионер, секретарь бюро совета Смоленского отделения СР Олег Самойленко, зам. директора по развитию ООО «Альфамед» Андрей Сидякин, предприниматель       |
| Андрей Митрофаненков | 45 лет (20.11.1979)  | депутат Смоленской областной думы                         | КПРФ                                | зарегистрирован       | Валерий Кузнецов, депутат Смоленской областной думы Александр Степченков, депутат Смоленской областной думы Андрей Шапошников, депутат Смоленской областной думы        |
| Алексей Островский   | 49 лет (14.01.1976)  | губернатор Смоленской области                             | ЛДПР                                | зарегистрирован       | Ольга Окунева, депутат Госдумы 7 созыва Нина Куликовских, депутат Смоленской областной думы Виталий Вовченко, пенсионер                                                 |
| Виталий Клюкин       | 43 года (06.06.1982) | специалист по поиску и аренде технологических позиций     | Партия за справедливость!           | отказ в регистрации   | |
| Виктор Степченков    | 35 лет (11.12.1989)  | шеф-повар                                                 | Казачья партия Российской федерации | снял свою кандидатуру | |

## Социология
| Дата                 | Источник | Островский | Митрофаненков | Калистратова | Бичаев            | Приду и испорчу бюллетень | Не пошел бы на выборы | Затрудняюсь ответить |
| -------------------- | -------- | ---------- | ------------- | ------------ | ----------------- | ------------------------- | --------------------- | -------------------- |
|                      |          | ЛДПР       | КПРФ          | СР           | Коммунисты России |                           |                       |                      |
| 15 — 21 августа 2020 | ВЦИОМ    | 57 %       | 10 %          | 5 %          | 4 %               | 1 %                       | 1 %                   | 22 %                 |

## Результаты
16 сентября Избирательная комиссия Смоленской области подвела окончательные результаты выборов. Губернатором избран Алексей Островский.
| Место                                    | Место                                    | Кандидат                                 | Партия                                   | Голосов | %       |
| ---------------------------------------- | ---------------------------------------- | ---------------------------------------- | ---------------------------------------- | ------- | ------- |
|                                          | 1.                                       | Алексей Островский                       | ЛДПР                                     | 126 947 | 56,54 % |
|                                          | 2.                                       | Андрей Митрофаненков                     | КПРФ                                     | 57 937  | 25,80 % |
|                                          | 3.                                       | Ольга Калистратова                       | Справедливая Россия                      | 17 971  | 8,00 %  |
|                                          | 4.                                       | Александр Бичаев                         | Коммунисты России                        | 14 001  | 6,24 %  |
|                                          |                                          |                                          |                                          |         |         |
| Действительных бюллетеней                | Действительных бюллетеней                | Действительных бюллетеней                | Действительных бюллетеней                | 216 856 | 96,58 % |
| Недействительных бюллетеней              | Недействительных бюллетеней              | Недействительных бюллетеней              | Недействительных бюллетеней              | 7678    | 3,42 %  |
| Всего                                    | Всего                                    | Всего                                    | Всего                                    | 224 534 | 100 %   |
|                                          |                                          |                                          |                                          |         |         |
| Число бюллетеней, выданных досрочно      | Число бюллетеней, выданных досрочно      | Число бюллетеней, выданных досрочно      | Число бюллетеней, выданных досрочно      | 122 537 | 54,31 % |
| Число бюллетеней, выданных на участке    | Число бюллетеней, выданных на участке    | Число бюллетеней, выданных на участке    | Число бюллетеней, выданных на участке    | 92 639  | 41,06 % |
| Число бюллетеней, выданных вне помещения | Число бюллетеней, выданных вне помещения | Число бюллетеней, выданных вне помещения | Число бюллетеней, выданных вне помещения | 10 431  | 4,62 %  |
|                                          |                                          |                                          |                                          |         |         |
| Явка                                     | Явка                                     | Явка                                     | Явка                                     | 225 607 | 29,67 % |
| Число избирателей                        | Число избирателей                        | Число избирателей                        | Число избирателей                        | 760 306 | 100 %   |